# Clementine (reaktor)
Clementine − pierwszy w historii reaktor jądrowy na neutrony prędkie. Paliwem był pluton, a chłodziwem ciekła rtęć. Budowany w latach 1945-1946 przez Los Alamos National Laboratory. Osiągnął stan krytyczny w 1946, a pełną moc (25 kW) w 1949. Pracował do 1952 roku. Zdemontowany rok później.